# Parapenaeopsis cornuta
Parapenaeopsis cornuta är en kräftdjursart som först beskrevs av Kamakiche Kishinouye 1900.  Parapenaeopsis cornuta ingår i släktet Parapenaeopsis och familjen Penaeidae. Inga underarter finns listade i Catalogue of Life.